# هیدن هکنی
هیدن هکنی (انگلیسی: Hayden Hackney؛ زادهٔ ۲۶ ژوئن ۲۰۰۲) بازیکن فوتبال اهل بریتانیا است که در حال حاضر برای میدلزبرو در پست هافبک بازی می‌کند.
وی همچنین در تیم‌های ملی فوتبال زیر ۲۱ سال اسکاتلند و زیر ۲۱ سال انگلستان بازی کرده است.

## اوایل زندگی
هیدن هکنی در ردکار به دنیا آمد. او در دبیرستان سیکرد هارت تحصیل کرد.

## دوران باشگاهی

### میدلزبرو
هکنی پس از بازی در تیم محلی ردکار تاون، به آکادمی میدلزبرو پیوست. او عضو تیم زیر ۱۸ سال میدلزبرو بود که در سال ۲۰۱۹ به فینال جام لیگ برتر جوانان رسید. او در ۲۶ ژوئن ۲۰۱۹، در روز تولد ۱۷ سالگی‌اش، نخستین قرارداد حرفه‌ای خود را با باشگاه امضا کرد. اندکی پس از قرار گرفتن روی نیمکت تیم اصلی در بازی برابر بارنزلی در نوامبر ۲۰۱۹، مورد تحسین سرمربی وقت میدلزبرو، جاناتان وودگیت قرار گرفت که گفت «هیدن هکنی شایسته حضور در ترکیب است زیرا برای تیم زیر ۲۳ سال فوق‌العاده بوده است».
هکنی در تاریخ ۹ ژانویه ۲۰۲۱ نخستین بازی رسمی خود برای میدلزبرو را در دیدار مرحله سوم اف‌ای کاپ برابر برنتفورد انجام داد که با شکست ۲–۱ همراه بود. او نخستین بازی خود در لیگ را نیز در آخرین دیدار فصل انجام داد و در جریان شکست ۳–۰ برابر وایکام واندررز به عنوان بازیکن تعویضی وارد میدان شد. او در همان ماه قرارداد جدیدی به مدت دو سال با باشگاه امضا کرد.
در ۳۱ اوت ۲۰۲۱، هکنی به صورت قرضی تا ژانویه ۲۰۲۲ به اسکانتروپ یونایتد در لیگ دو فوتبال انگلستان پیوست. او که در نیم‌فصل نخست اغلب به میدان رفت، با تمدید قرارداد قرضی، تا پایان فصل در این تیم باقی ماند. در دقیقه ۱۵ دیدار برابر اکستر سیتی که با شکست ۲–۰ همراه بود، هکنی اقدام به تف کردن به سوی یکی از بازیکنان حریف کرد. این صحنه از دید داور پنهان ماند، اما پس از مسابقه، اتحادیه فوتبال انگلستان اعلام کرد که هکنی به این اقدام اعتراف کرده و با محرومیت شش‌جلسه‌ای مواجه شده است. او در مجموع ۳۱ بازی برای اسکانتروپ انجام داد و در پایان فصل، این تیم به لیگ ملی سقوط کرد.
در آغاز فصل ۲۰۲۳–۲۰۲۲ فرصت زیادی برای بازی به او نرسید، اما پس از انتخاب مایکل کریک به عنوان سرمربی در اکتبر ۲۰۲۲، به ترکیب اصلی راه یافت. او در ۱۹ اکتبر نخستین گل خود را در پیروزی ۴–۱ برابر ویگان اتلتیک به ثمر رساند. در ۸ دسامبر، قرارداد خود را تا سال ۲۰۲۶ تمدید کرد. او در پایان فصل به عنوان بهترین بازیکن جوان باشگاه میدلزبرو انتخاب شد. در آن فصل، ۳۸ بار به میدان رفت و ۳ گل به ثمر رساند. همچنین برای دریافت جایزه بازیکن جوان فصل چمپیونشیپ نیز نامزد شد، اما این جایزه به الکس اسکات از بریستول سیتی رسید.
در ۲۸ ژوئن ۲۰۲۳، هکنی قرارداد جدیدی با باشگاه امضا کرد که تا تابستان ۲۰۲۷ اعتبار دارد. او برای نخستین بار در تاریخ ۶ ژانویه ۲۰۲۴ در دیدار جام حذفی برابر استون ویلا بازوبند کاپیتانی را به بازو بست. در ۹ ژانویه، او تک‌گل پیروزی‌بخش تیمش را در دیدار رفت مرحله نیمه‌نهایی جام اتحادیه برابر چلسی به ثمر رساند.

## دوران ملی
هکنی در رده زیر ۱۵ سال انگلستان به میدان رفته است. او همچنین از طریق مادر اسکاتلندی‌اش که متولد ادینبرا است، واجد شرایط بازی برای اسکاتلند محسوب می‌شود. هکنی در نوامبر ۲۰۲۲ نخستین بازی خود را برای زیر ۲۱ سال اسکاتلند انجام داد. در سپتامبر ۲۰۲۳، برای نخستین بار به تیم زیر ۲۱ سال انگلستان دعوت شد.
او در ۱۱ سپتامبر ۲۰۲۳، نخستین بازی خود را برای تیم زیر ۲۱ سال انگلستان انجام داد و در جریان پیروزی ۳–۰ برابر لوکزامبورگ در مرحله مقدماتی قهرمانی زیر ۲۱ سال اروپا ۲۰۲۵ به میدان رفت.